# Finale della UEFA Europa League 2016-2017
La finale dell'8ª edizione della Europa League si è disputata mercoledì 24 maggio 2017 alla Friends Arena di Solna, municipalità di Stoccolma, tra gli olandesi dell'Ajax e gli inglesi del Manchester Utd.
L'incontro, arbitrato dallo sloveno Damir Skomina, ha visto la vittoria degli inglesi che si sono imposti per 2-0 sugli olandesi, conquistando per la prima volta in assoluto il trofeo. Il Manchester Utd ha dunque ottenuto il diritto di affrontare i vincitori della UEFA Champions League 2016-2017, gli spagnoli del Real Madrid, nella Supercoppa UEFA 2017 e di qualificarsi, inoltre, direttamente alla fase a gironi della UEFA Champions League 2017-2018.

## Le squadre
| Squadre        | Partecipazioni precedenti (il grassetto indica la vittoria) |
| -------------- | ----------------------------------------------------------- |
| Ajax           | 1 (1992)                                                    |
| Manchester Utd | Nessuna                                                     |

## Antefatti
La finale del 2017 è il quinto incontro in competizioni UEFA tra Ajax e Manchester Utd, dopo i due precedenti nel primo turno di Coppa UEFA 1976-1977 e i restanti due nei sedicesimi di finale dell'Europa League 2011-2012. Per gli olandesi si tratta della seconda presenza nell'atto conclusivo della manifestazione, dopo quello vinto nel 1992, mentre per l'allenatore Peter Bosz è la prima apparizione in assoluto. Per gli inglesi si tratta della prima finale in tale torneo, invece per il tecnico José Mourinho è la seconda complessiva, dopo quella raggiunta alla guida del Porto nel 2003.

## Sede
La partita si è giocata alla Friends Arena di Solna, sobborgo di Stoccolma, che ha ospitato la finale di UEFA Europa League per la prima volta; mentre si tratta del secondo atto conclusivo della competizione a svolgersi in Svezia, dopo quello del 2004, in seguito all'introduzione della gara unica.

## Il cammino verso la finale

### Ajax
L'Ajax di Peter Bosz inizia il proprio cammino dalle fasi di qualificazione della Champions League, in cui supera dapprima i greci del PAOK con un risultato complessivo di 3-2 tra andata, pareggiata per 1-1 in casa, e ritorno, vinto per 2-1 in trasferta, salvo venir poi eliminato dai russi del Rostov negli spareggi con un aggregato totale di 5-2 nel doppio confronto, pareggiando per 1-1 nei Paesi Bassi e perdendo per 4-1 in Russia, venendo così ripescato nella fase a gironi dell'Europa League.
Gli olandesi sono quindi inseriti nel gruppo G insieme agli spagnoli del Celta Vigo, ai belgi dello Standard Liegi e ai greci del Panathīnaïkos. Nell'incontro d'esordio, i neerlandesi battono per 2-1 in trasferta il Panathīnaïkos, prima di imporsi anche in casa sullo Standard Liegi col punteggio di 1-0; nella doppia sfida contro il Celta Vigo arrivano un pareggio esterno per 2-2 ed una vittoria interna per 3-2. Il girone si chiude con un successo casalingo per 2-0 ai danni dei greci ed un pari in trasferta per 1-1 contro i belgi, che determinano il primo posto in classifica con 14 punti conquistati, derivanti appunto da quattro trionfi e due pareggi.
Nei sedicesimi di finale, l'Ajax viene sorteggiato con i polacchi del Legia Varsavia, eliminandoli con un risultato complessivo di 1-0 tra andata, pareggiata per 0-0 in trasferta, e ritorno, vinto per 1-0 in casa (decide la rete di Nick Viergever). Agli ottavi di finale, gli olandesi incontrano i danesi del Copenaghen, battendoli con un aggregato totale di 3-2 nel doppio confronto, determinato dalla sconfitta esterna per 2-1 e dal successo interno per 2-0. Ai quarti di finale, i neerlandesi incrociano i tedeschi dello Schalke 04, superandoli con un computo globale di 4-3 nella doppia sfida, ottenuto in seguito alla vittoria per 2-0 all'Amsterdam Arena e all'ininfluente sconfitta per 3-2 dopo i tempi supplementari alla Veltins-Arena. Nelle semifinali, i Lancieri affrontano i francesi dell'Olympique Lione, avendo la meglio con un risultato complessivo di 5-4 nel doppio incrocio, trionfando per 4-1 ad Amsterdam nella gara d'andata e perdendo in maniera deleteria per 3-1 in quella di ritorno a Lione. Per il club olandese si tratta della seconda finale nella manifestazione, a venticinque anni di distanza dall'ultima disputata.

### Manchester Utd
Il Manchester Utd di José Mourinho viene inserito nel gruppo A con i turchi del Fenerbahçe, gli olandesi del Feyenoord e gli ucraini dello Zorja. Nella partita di debutto, gli inglesi perdono in trasferta per 1-0 contro il Feyenoord, prima di imporsi in casa sullo Zorja col medesimo risultato; nella doppia sfida contro il Fenerbahçe arrivano una vittoria interna per 4-1 ed una sconfitta esterna per 2-1. Il girone si completa con due trionfi, quello casalingo per 4-0 ai danni degli olandesi e quello in trasferta per 2-0 contro gli ucraini, che sanciscono il secondo posto in classifica con 12 punti conquistati, frutto appunto di quattro successi e due sconfitte.
Nei sedicesimi di finale, il Manchester Utd è abbinato contro i francesi del Saint-Étienne, battuti con un risultato complessivo di 4-0 tra andata, vinta per 3-0 in casa, e ritorno, trionfo per 1-0 in trasferta. Agli ottavi di finale, gli inglesi incontrano i russi del Rostov, eliminandoli con un aggregato totale di 2-1 nella doppia sfida, determinato dal pareggio esterno per 1-1 e dal successo interno per 1-0 (risolve il gol di Juan Mata). Ai quarti di finale, i britannici pescano i belgi dell'Anderlecht, superandoli con un computo globale di 3-2 nel doppio confronto, ottenuto in seguito al pareggio per 1-1 allo stadio Vanden Stock e alla vittoria per 2-1 dopo i tempi supplementari all'Old Trafford. Nelle semifinali, i Red Devils affrontano gli spagnoli del Celta Vigo, avendo la meglio con un punteggio complessivo di 2-1 nel doppio incrocio, vincendo per 1-0 a Vigo nella gara d'andata (decide la rete di Marcus Rashford su calcio di punizione) e pareggiando con qualche brivido per 1-1 in quella di ritorno a Manchester. Per il club inglese si tratta della prima finale in tale competizione, a sei anni di distanza dall'ultima disputata in ambito europeo.

### Tabella riassuntiva del percorso
Note: In ogni risultato sottostante, il punteggio della finalista è menzionato per primo. (C: Casa; T: Trasferta)
| Squadra        | Pt | G |
| -------------- | -- | - |
| Ajax           | 14 | 6 |
| Celta Vigo     | 9  | 6 |
| Standard Liegi | 7  | 6 |
| Panathīnaïkos  | 1  | 6 |

| Squadra        | Pt | G |
| -------------- | -- | - |
| Fenerbahçe     | 13 | 6 |
| Manchester Utd | 12 | 6 |
| Feyenoord      | 7  | 6 |
| Zorja          | 2  | 6 |

## Contesto
Alla Friends Arena di Solna va in scena la finale tra Ajax e Manchester Utd. L'allenatore degli olandesi, Bosz, schiera la squadra con il 4-3-3: davanti al portiere Onana, i terzini sono Veltman e Riedewald, mentre al centro agisce la coppia di difensori centrali formata da Sánchez e de Ligt. In mediana, Schöne è il regista davanti alla difesa, con ai suoi lati il capitano Klaassen e Ziyech; in attacco, il tridente offensivo è formato da Traoré e Younes a supporto della punta Dolberg. Il tecnico degli inglesi, Mourinho, sceglie invece una formazione prettamente difensiva utilizzando un 4-1-4-1: dinanzi al portiere Romero, la retroguardia è composta dal capitano Valencia e Darmian come terzini e da Blind e Smalling come centrali. A centrocampo, Herrera è il mediano davanti alla difesa; mentre sulla trequarti sono disposti Pogba e Fellaini, i quali fungono da interditori in fase di ripiegamento, oltre che Mata e Mxit'aryan nel ruolo di mezzali a supporto dell'unico centravanti Rashford.

## La partita

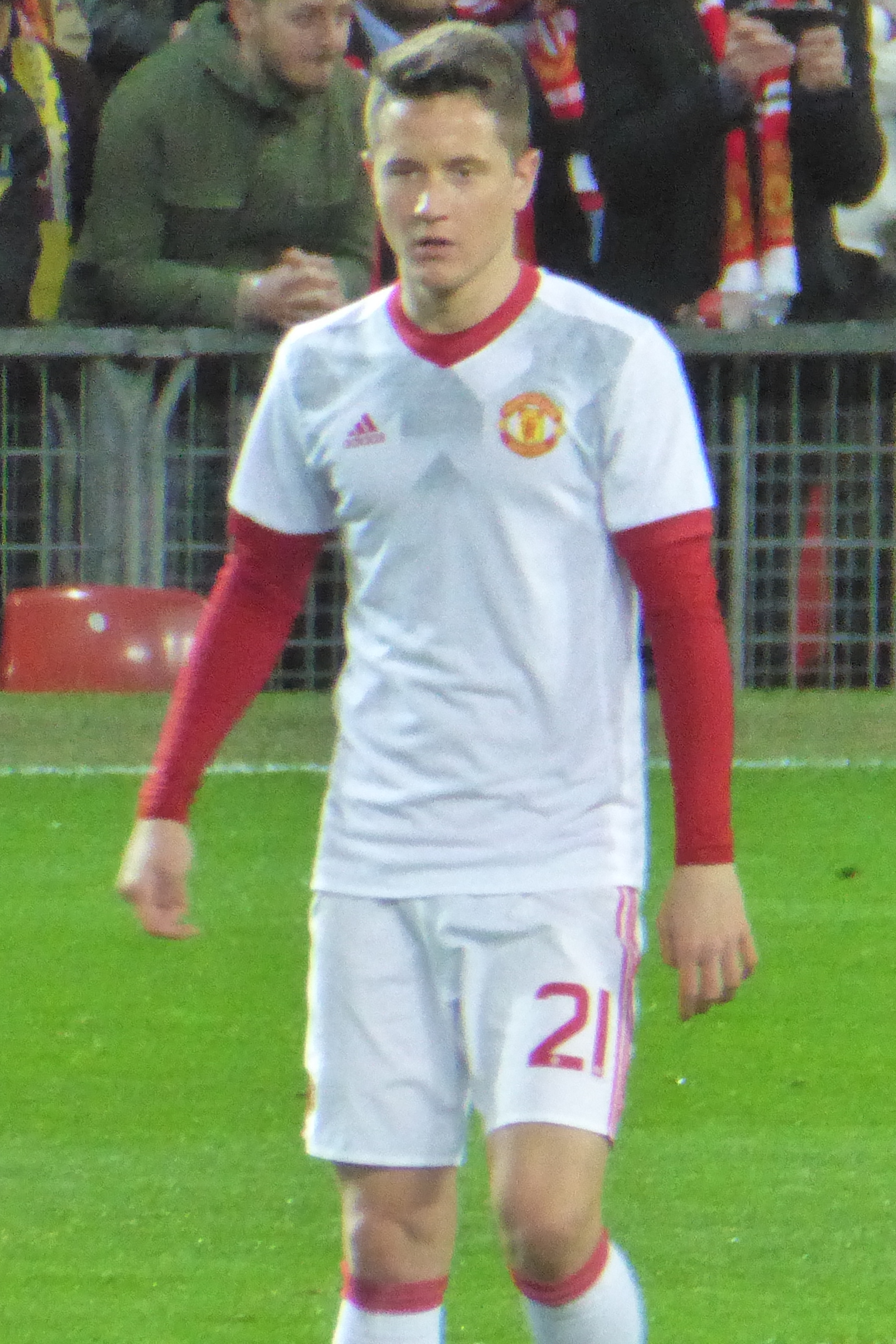
Ander Herrera, autore di una gran prestazione difensiva e premiato come MVP della finale.

Dopo alcune fasi di stallo, l'Ajax crea la prima occasione della partita con uno spunto di Younes, che serve in area Traoré, il cui potente sinistro viene però neutralizzato dal portiere Romero. Il Manchester Utd non si scompone e passa immediatamente in vantaggio al 18' con la conclusione vincente di Pogba, che si insacca in rete alle spalle dell'estremo difensore Onana, colto alla sprovvista da una fortuita deviazione del centrale Sánchez sul mancino del centrocampista francese. Lo schieramento attuato dall'allenatore Mourinho vira a bloccare le fonti di gioco degli olandesi, permettendo contemporaneamente agli inglesi di pervenire nuovamente al tiro con Valencia, il cui destro in corsa impegna severamente Onana. Il primo tempo si chiude dunque sul punteggio di 1-0 per i mancuniani, autori di una grande fase di contenimento, mentre gli avversari gestiscono in modo sterile il pallino della gara.
Nella ripresa, i britannici trovano subito il raddoppio al 48' con Mxit'aryan che, sugli sviluppi di un calcio d'angolo battuto da Mata, anticipa il terzino Veltman e con una zampata al volo di destro converte in gol una sponda di Smalling, firmando il 2-0. Tale marcatura si rivela psicologicamente pesante per i neerlandesi, i quali non riescono a superare il muro difensivo eretto dagli avversari, merito soprattutto dell'apporto di Herrera, Pogba e Fellaini, con quest'ultimo che va vicino alla rete con un colpo di testa, sventato da Onana, su cross dello stesso fantasista transalpino. Con gli olandesi imbrigliati nella morsa difensiva inglese e con un Romero pressoché inoperoso, il match giunge alla sua naturale conclusione in seguito al triplice fischio dell'arbitro Skomina, che legittima la conquista della prima Europa League da parte del Manchester Utd, che centra inoltre la vittoria dell'unico trofeo europeo che mancava nella propria bacheca, diventando il quinto club, dopo Juventus, Ajax, Bayern Monaco e Chelsea, a vincere tutte le maggiori competizioni UEFA (Coppa dei Campioni/UEFA Champions League, Coppa delle Coppe UEFA e Coppa UEFA/UEFA Europa League). Lo sconfitto Ajax diviene invece il quinto club, dopo l'Amburgo, la Fiorentina, l'Arsenal e il Liverpool, ad aver perso almeno una finale in ciascuna delle manifestazioni confederali stagionali.

## Tabellino
| Arbitro: | Damir Skomina |

|  |           |                          |
|  | Marcatori | 18’ Pogba 48’ Mxit'aryan |

| Ajax | Manchester United |

| GK          | 24 | André Onana       |     |     |
| RB          | 3  | Joël Veltman      | 58’ |     |
| CB          | 5  | Davinson Sánchez  |     |     |
| CB          | 36 | Matthijs de Ligt  |     |     |
| LB          | 4  | Jairo Riedewald   | 78’ | 82’ |
| CM          | 10 | Davy Klaassen     |     |     |
| CM          | 20 | Lasse Schöne      |     | 70’ |
| CM          | 22 | Hakim Ziyech      |     |     |
| RF          | 9  | Bertrand Traoré   |     |     |
| CF          | 25 | Kasper Dolberg    |     | 62’ |
| LF          | 11 | Amin Younes       | 64’ |     |
| Sostituti:  |    |                   |     |     |
| GK          | 33 | Diederik Boer     |     |     |
| DF          | 2  | Kenny Tete        |     |     |
| DF          | 16 | Heiko Westermann  |     |     |
| MF          | 21 | Frenkie de Jong   |     | 82’ |
| MF          | 30 | Donny van de Beek |     | 70’ |
| FW          | 45 | Justin Kluivert   |     |     |
| FW          | 77 | David Neres       |     | 62’ |
| Allenatore: |    |                   |     |     |
| Peter Bosz  |    |                   |     |     |

| GK            | 20 | Sergio Romero         |     |     |
| RB            | 25 | Luis Antonio Valencia |     |     |
| CB            | 12 | Chris Smalling        |     |     |
| CB            | 17 | Daley Blind           |     |     |
| LB            | 36 | Matteo Darmian        |     |     |
| DM            | 21 | Ander Herrera         |     |     |
| RM            | 8  | Juan Manuel Mata      | 78’ | 90’ |
| CM            | 27 | Marouane Fellaini     | 52’ |     |
| CM            | 6  | Paul Pogba            |     |     |
| LM            | 22 | Henrix Mxit'aryan     | 31’ | 74’ |
| CF            | 19 | Marcus Rashford       |     | 84’ |
| Sostituti:    |    |                       |     |     |
| GK            | 1  | David de Gea          |     |     |
| DF            | 4  | Phil Jones            |     |     |
| DF            | 24 | Timothy Fosu-Mensah   |     |     |
| MF            | 14 | Jesse Lingard         |     | 74’ |
| MF            | 16 | Michael Carrick       |     |     |
| FW            | 10 | Wayne Rooney          |     | 90’ |
| FW            | 11 | Anthony Martial       |     | 84’ |
| Allenatore:   |    |                       |     |     |
| José Mourinho |    |                       |     |     |